# Bauer Sándor utca
Bauer Sándor utca, anciennement Grosse Sand Gasse puis Erdélyi utca, est une rue située dans le quartier de Magdolna, dans le 8e arrondissement de Budapest. Elle relie Mátyás tér à Teleki László tér. On y trouve les plus beaux édifices bourgeois du quartier Magdolna, mais aussi quelques vieilles bâtisses dégradées. La rue est semi-piétonne dans sa partie occidentale.

## Édifices

### Bauer Sándor utca 19./Teleki László tér 1-2.
Construit entre 1912 et 1914, ce bâtiment est le plus grand immeuble d'habitation de Teleki László tér. Il a été conçu selon les plans du bureau d'architectes de Lajos Fejér et László Dános, initialement autour d'un passage ouvert. Finalement, cette option est abandonnée et l'on construit un demi-étage entre le rez-de-chaussée et le premier, où est aménagée une synagogue.